# Eric Schopler
Eric Schopler (geboren als Erich Schopflocher 8. Februar 1927 in Fürth; gestorben 7. Juli 2006 bei Mebane (North Carolina)) war ein US-amerikanischer Psychologe, dessen Pionierarbeit in der Erforschung des Autismus zur Gründung des TEACCH-Programms führte. 

## Kindheit
Erich Schopflocher war ein Sohn des Rechtsanwalts Ernst Schopflocher und der Erna Oppenheimer, er hatte zwei Geschwister. Die Familie floh 1938 vor der deutschen Judenverfolgung in die USA und änderte 1944 ihre Namen. 

## Karriere
Nachdem er die High School abgeschlossen hatte, trat Schopler der US Army bei und wurde danach an der Universität von Chicago zum Doktor in klinischer Kinderpsychologie promoviert. Anschließend kam er zur psychiatrischen Abteilung der Universität von North Carolina, wo er mit Robert Reichler seine frühe Forschung über das Behandeln des Autismus betrieb. Dieses Erforschen der Krankheit führte 1966 zur Gründung des TEACCH-Programms (Behandlung und Ausbildung von autistischen und anderen kommunikationsgestörten Kindern). Schopler zeigte auf, dass die meisten Autisten nicht an seelischen Behinderungen litten, wie von vielen damals geglaubt wurde, und dass die Eltern autistischer Kinder selbst für die Behandlung und Ausbildung ihrer Kinder verantwortlich sein konnten. 1993 erhielt Schopler den North Carolina Award für Dienste an der Öffentlichkeit. Neun von TEACCH gegründete Kliniken sind heute noch in North Carolina. Schoplers Arbeit hat weltweit den Umgang mit Autisten nachhaltig und positiv beeinflusst.  
Im Alter von 79 starb Eric Schopler am 7. Juli 2006. Er erhielt post mortem von der Amerikanischen Psychologischen Gesellschaft die Goldmedaille für das Lebenswerk im Dienste der Psychologie.